# 藍住町立藍住東中学校
藍住町立藍住東中学校（あいずみちょうりつ あいずみひがしちゅうがっこう）は、徳島県板野郡藍住町住吉字若宮にある公立中学校。
通称「藍東（あいとう）」、「東中（ひがしちゅう）」。

## 沿革
- 1988年（昭和63年） - 藍住中学校より分離独立。
- 2006年（平成18年） - 徳島県学校版環境ISO校に認定される。

## 校訓
- たくましく豊かに生きる
- 自ら学び明るく生きる
- 人を尊び正しく生きる

## 部活動

### 文化部
- 吹奏楽部
- 美術部

### 運動部
- 科学部
- 男子陸上部
- 女子陸上部
- サッカー部
- 野球部
- 男子バスケットボール部
- 女子バスケットボール部
- 男子バドミントン部
- 女子バドミントン部
- 男子卓球部
- 女子卓球部

## 通学区域が隣接している学校
- 藍住町立藍住中学校
- 徳島市応神中学校
- 北島町立北島中学校
- 鳴門市大麻中学校